# Evodinus
Плямокрилець (лат. Evodinus LeConte 1850)  — рід жуків з родини Вусачів. Типовий вид роду — Плямокрилець гірський (Evodinus monticola (Randall, 1838)).

## Види
У відповідності до молекулярної філогенії на основі мітохондрієвих генів 12S рРНК, 16S рРНК, COI і ядрових генів 18S рРНК, 28S рРНК до роду Плямокрилець належать такі види: 
- Evodinus monticola (Randall, 1838)
- Evodinus borealis (Gyllenhal, 1827)